# قائمة أنواع البكاريس
يوجد عدة أنواع من جنس:

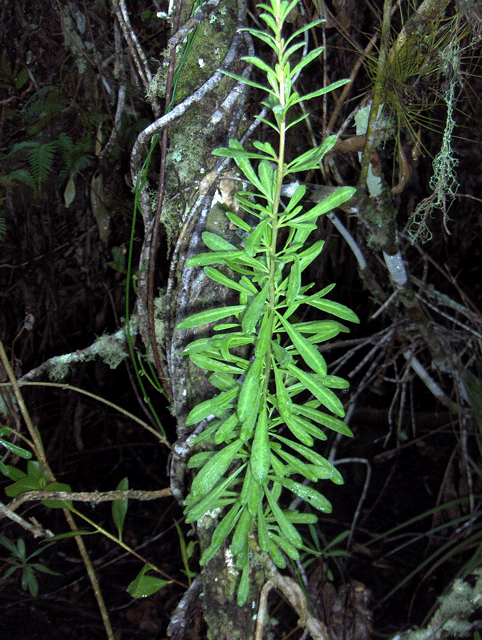
Baccharis angustifolia

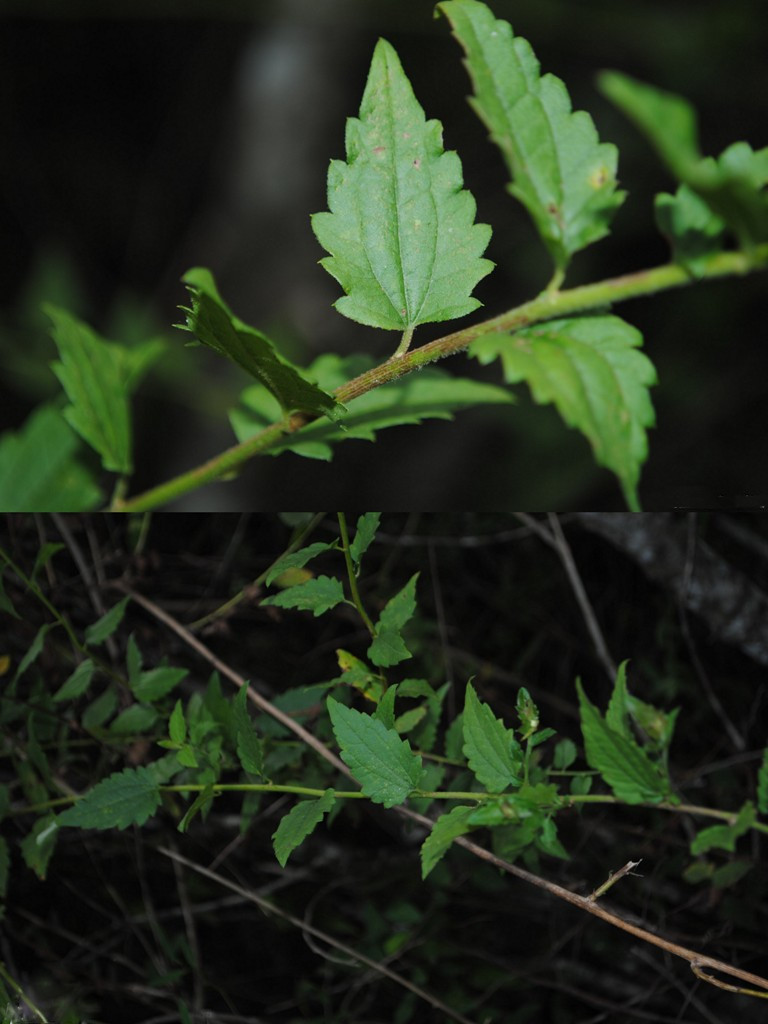
Baccharis anomala

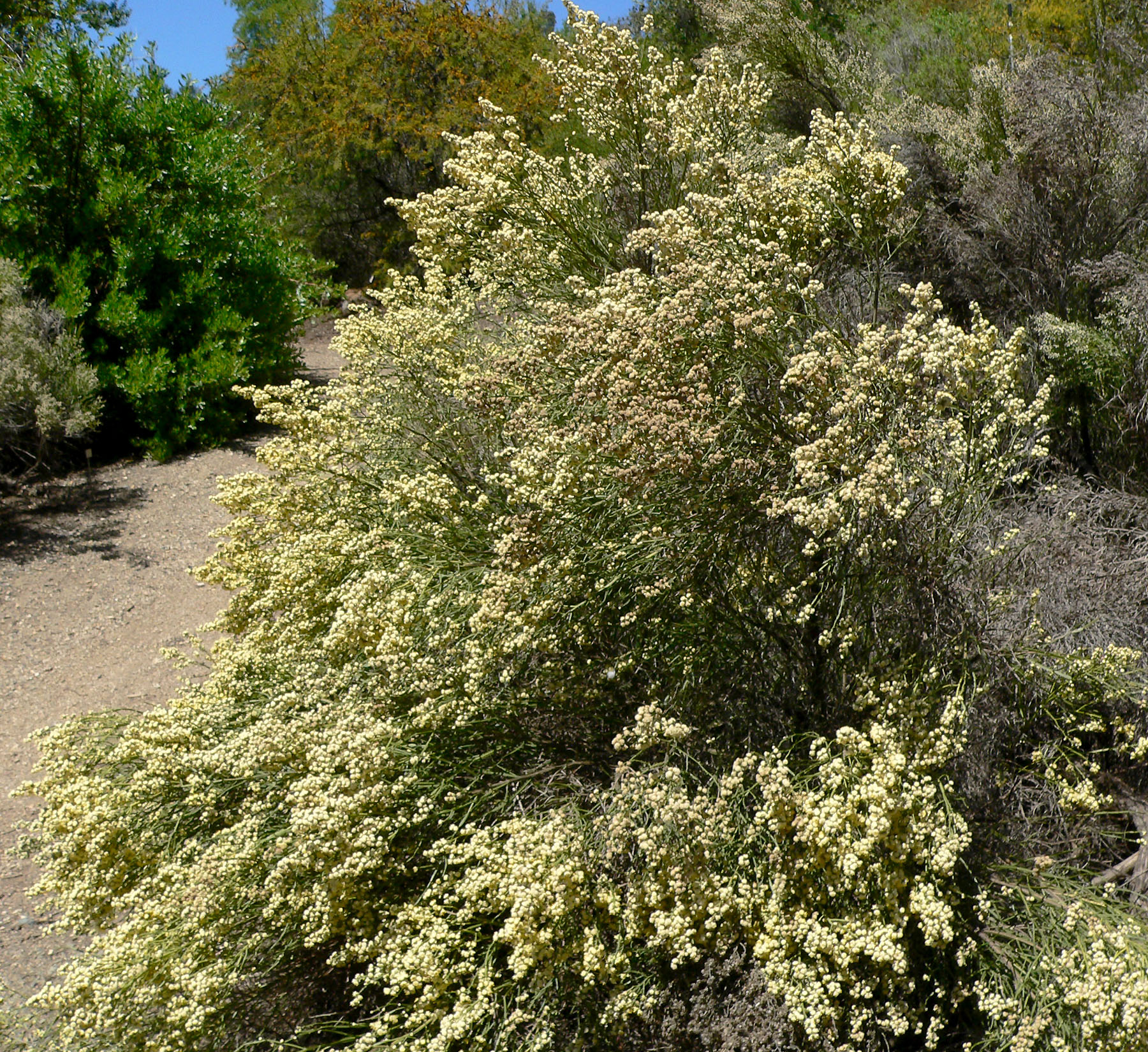
Baccharis articulata

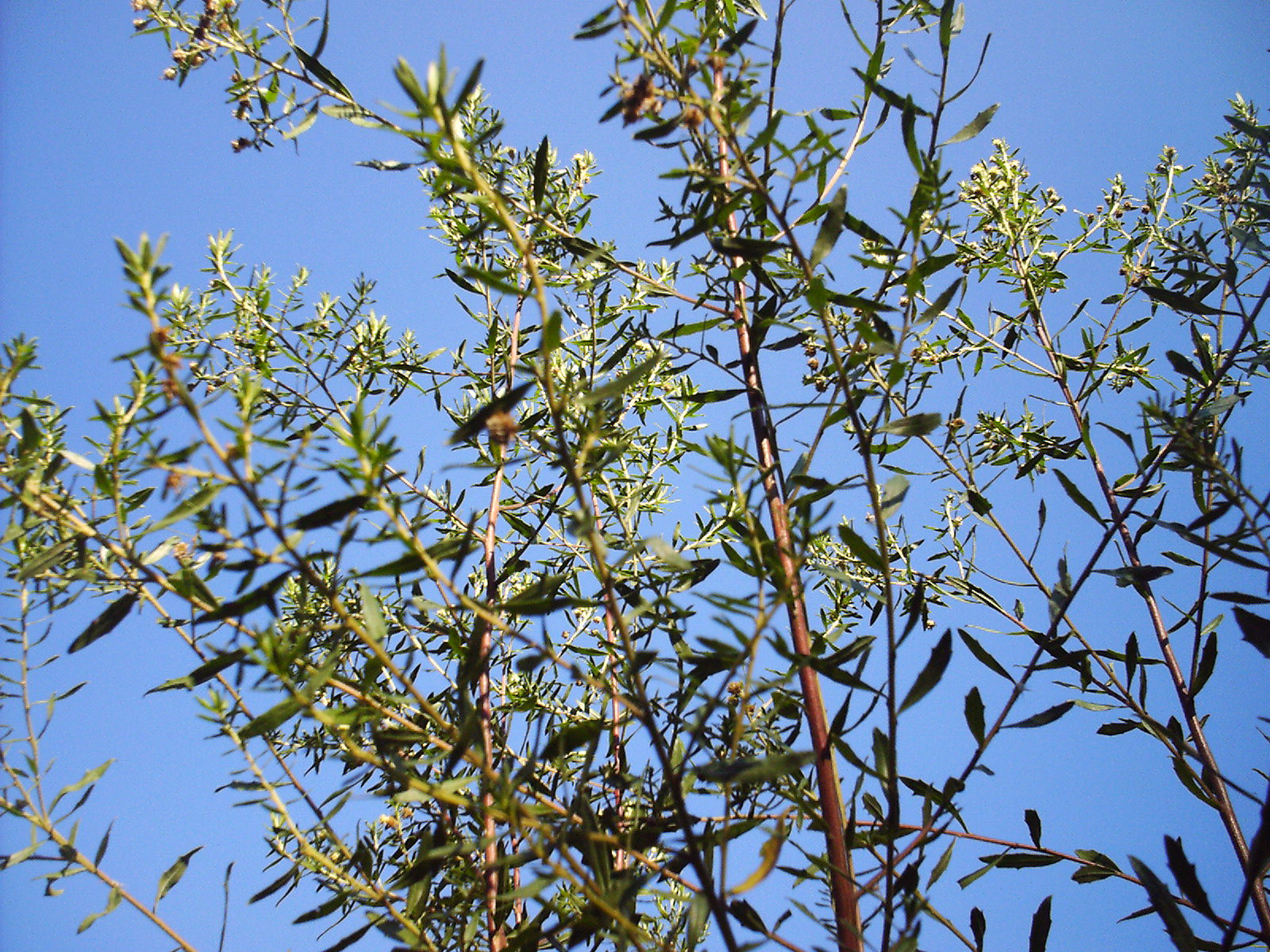
Baccharis dracunculifolia

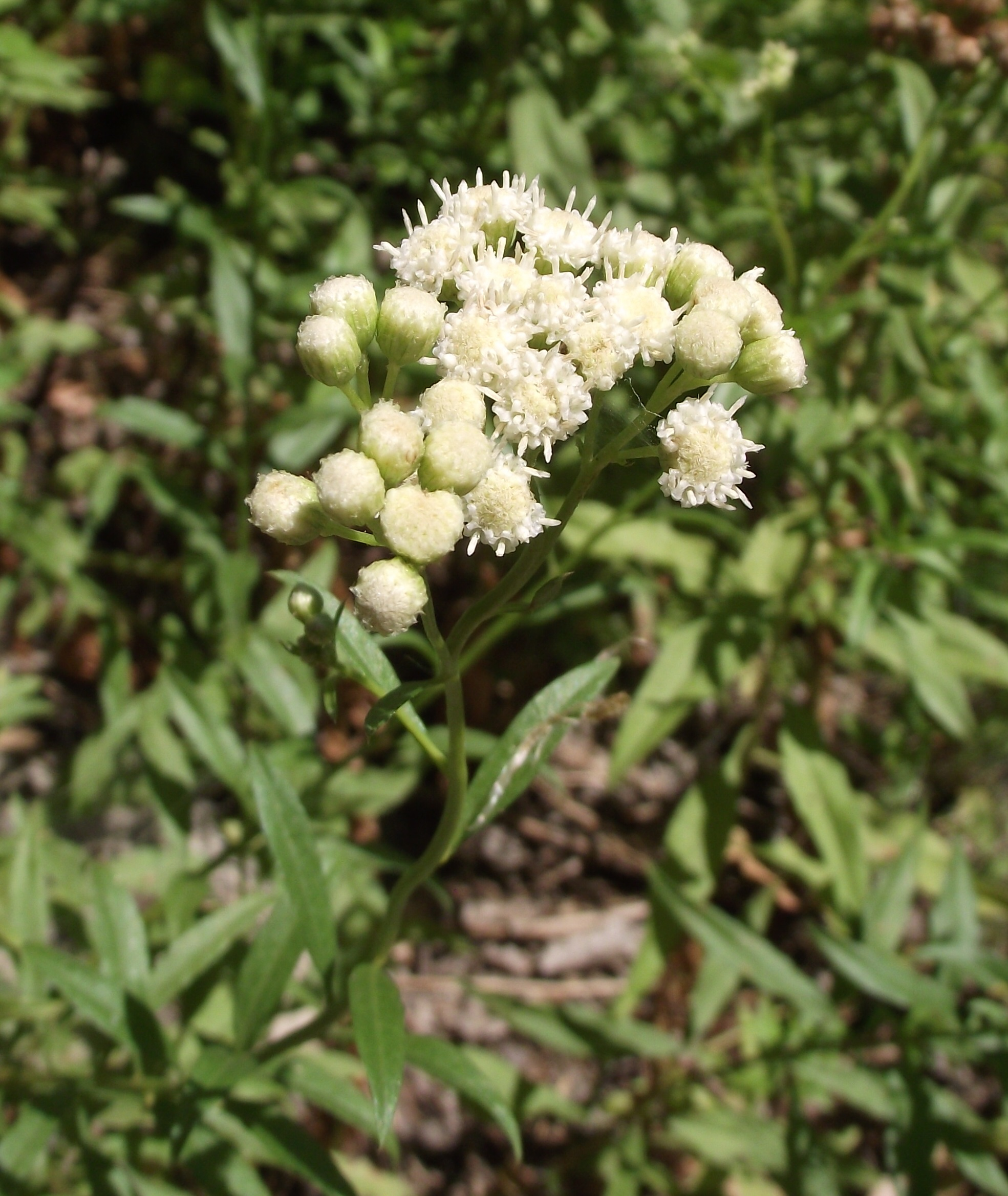
Baccharis douglasii

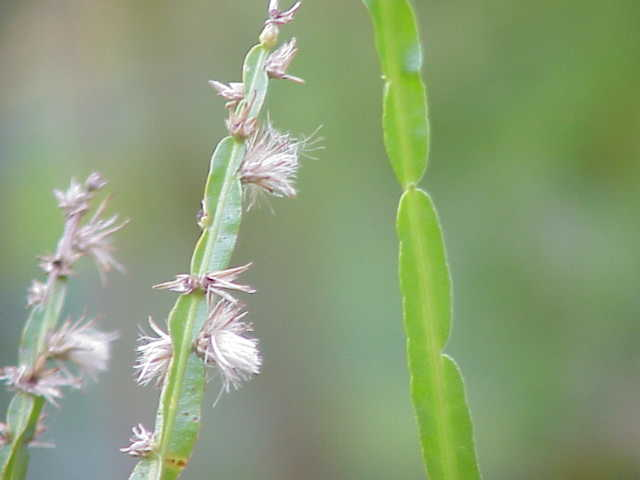
Baccharis genistelloides

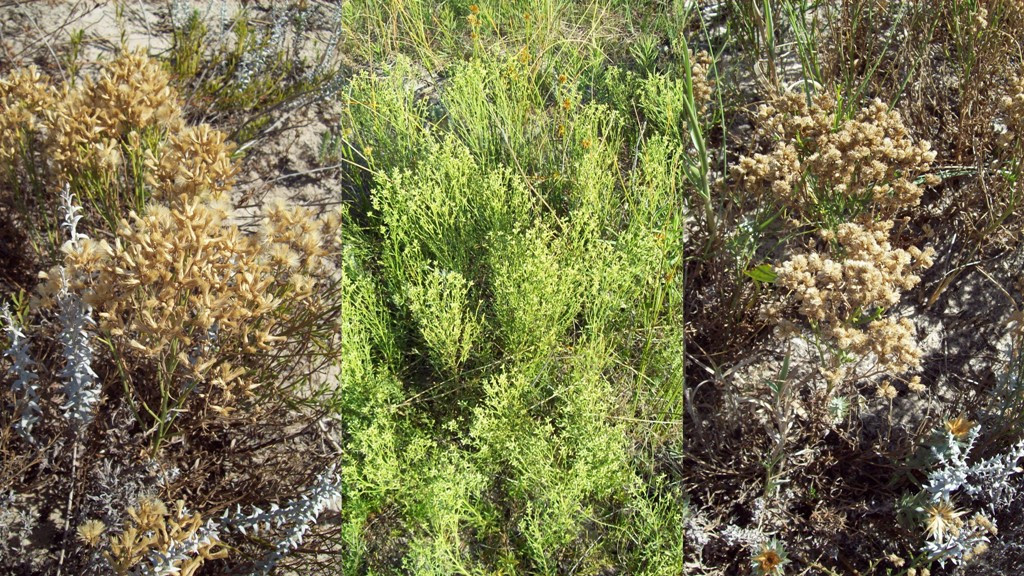
Baccharis genistifolia

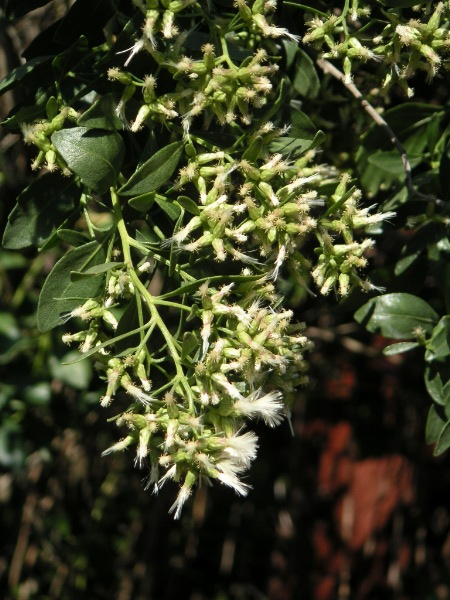
Baccharis halimifolia

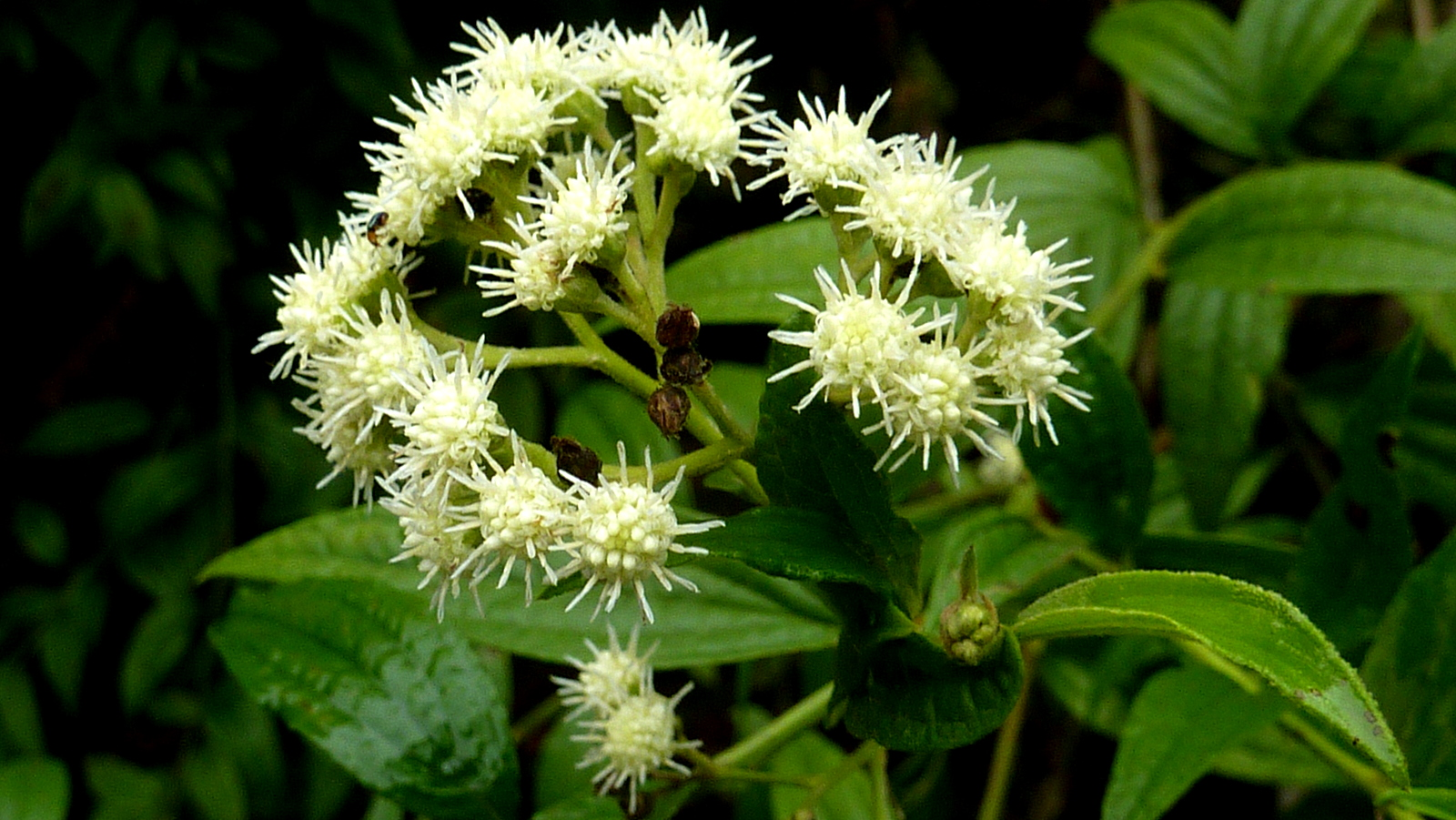
Baccharis inamoena

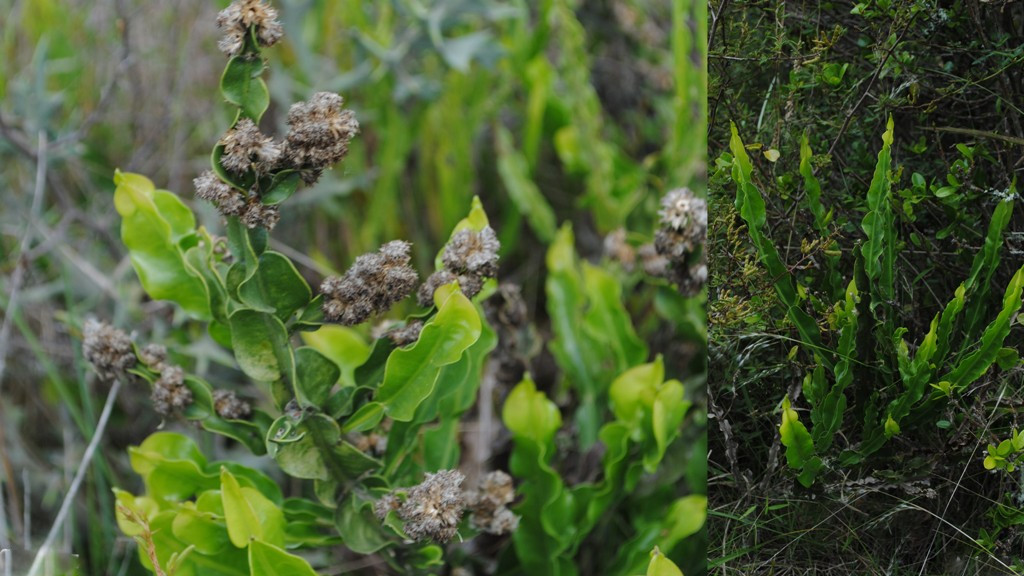
Baccharis jocheniana

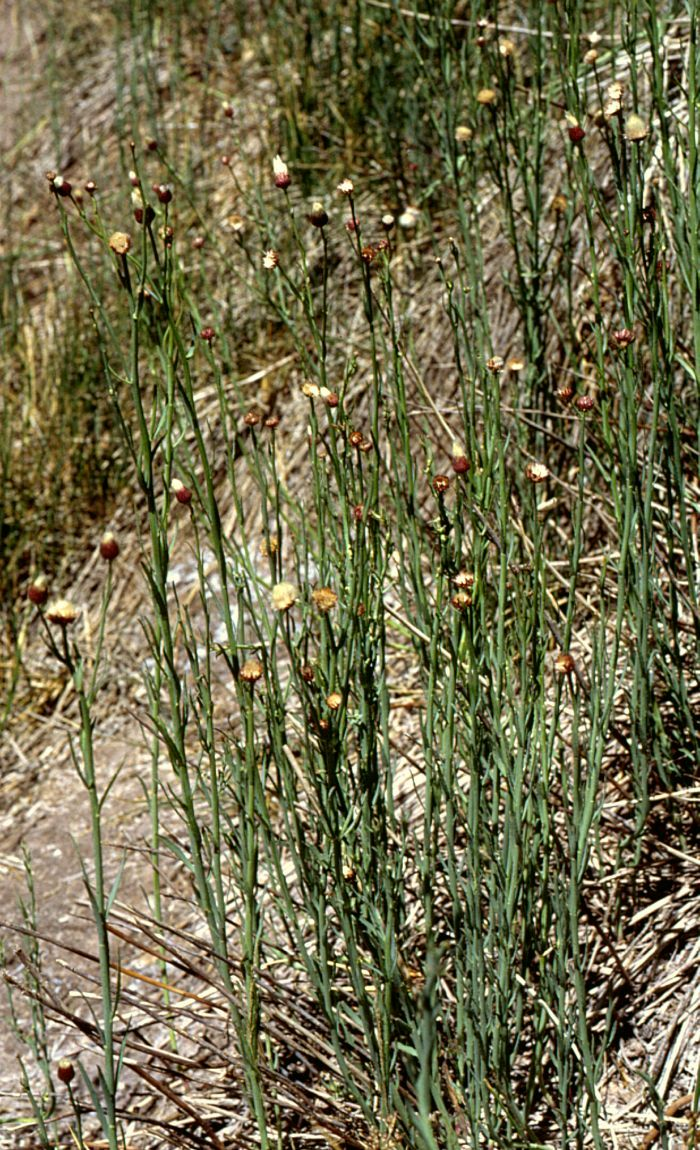
بكاريس أسلي

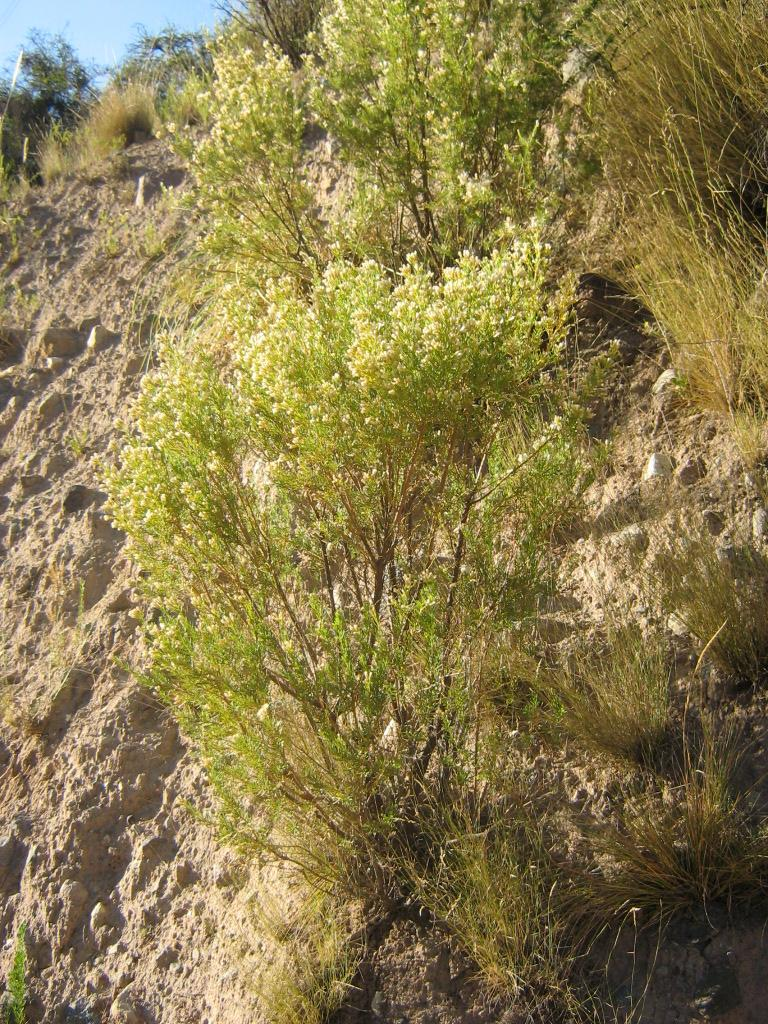
Baccharis linearis

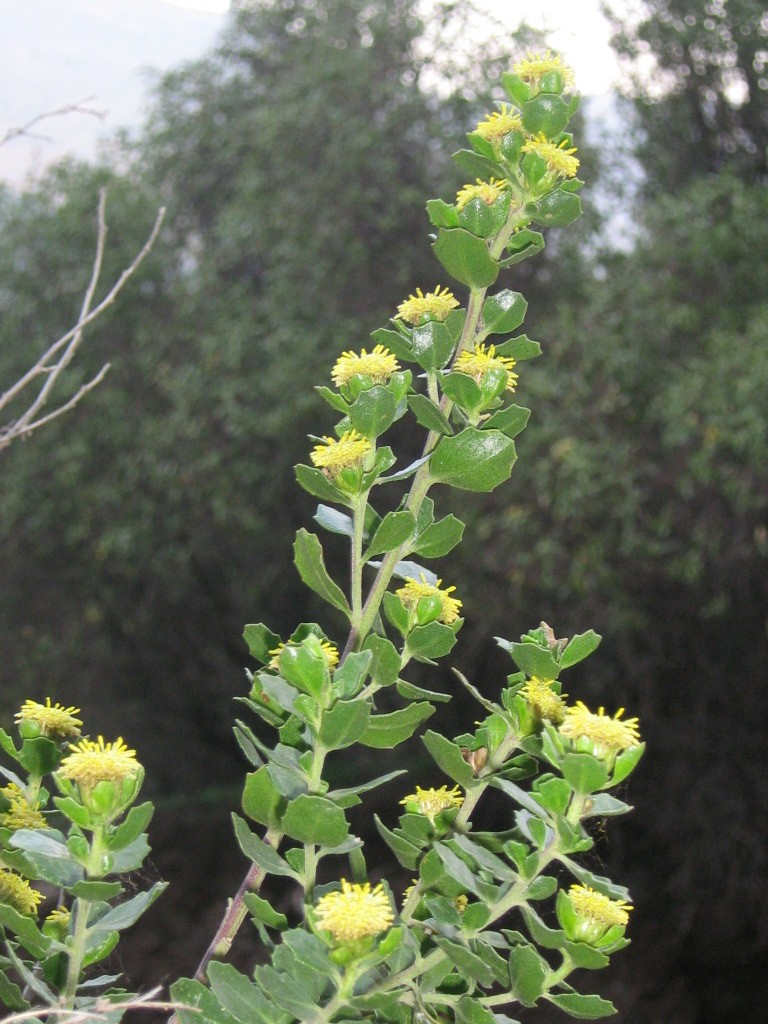
Baccharis rhomboidalis

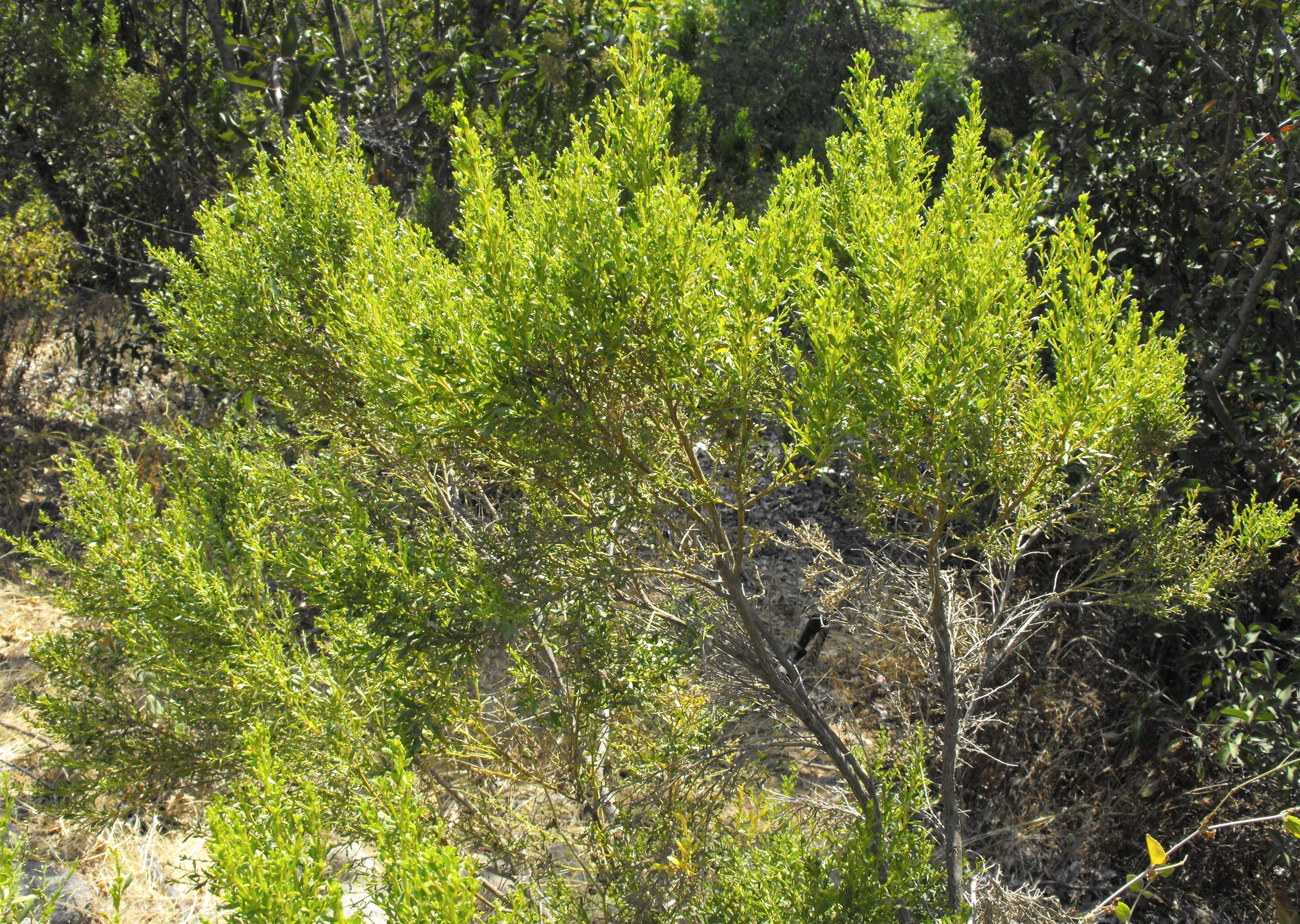
Baccharis sarothroides

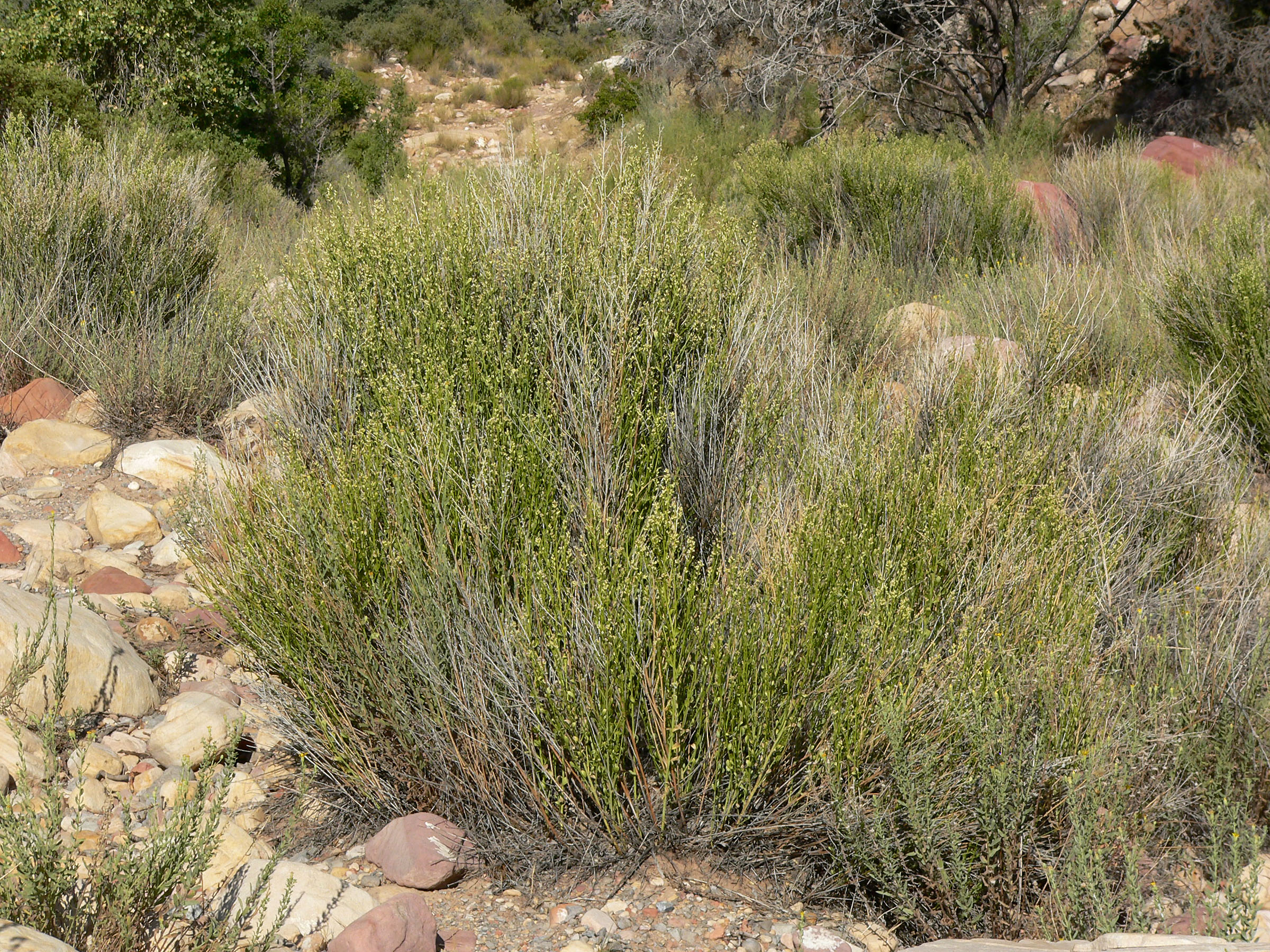
Baccharis sergiloides

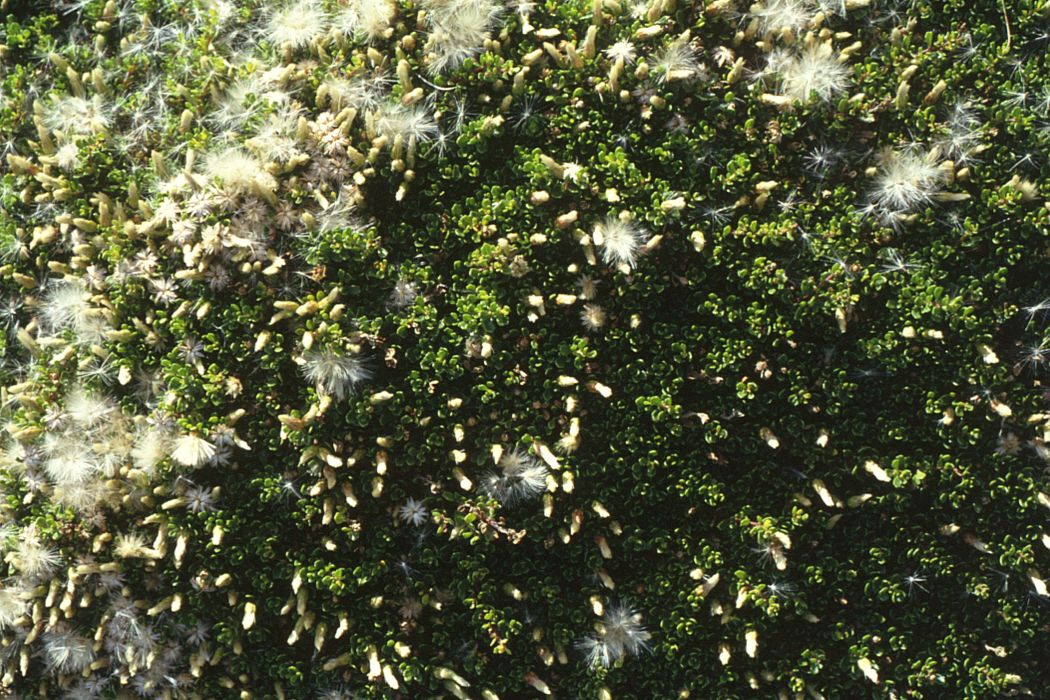
Baccharis tricuneata

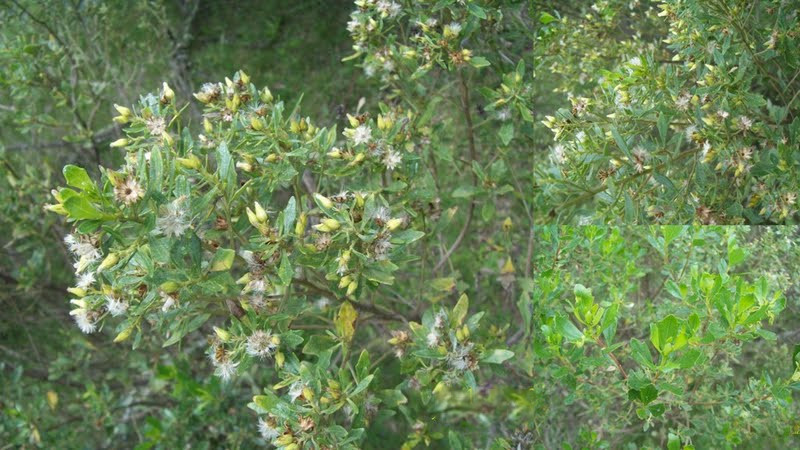
Baccharis tridentata

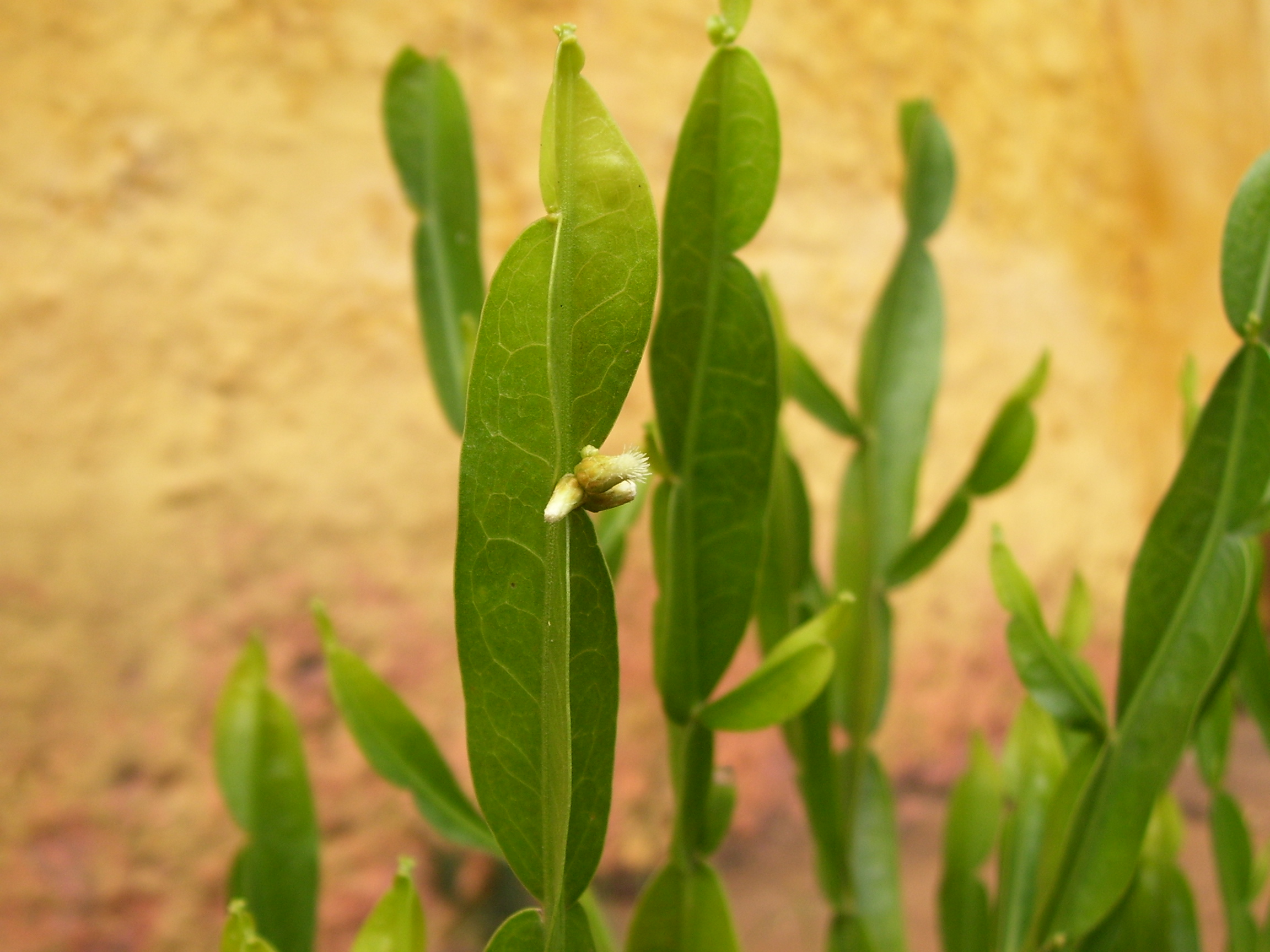
Baccharis trimera

- بكاريس إبطي (الاسم العلمي:Baccharis axillaris)
- بكاريس أبيض (الاسم العلمي:Baccharis albida)
- بكاريس أجمي (الاسم العلمي:Baccharis caespitosa)
- بكاريس أحادي الزهرة (الاسم العلمي:Baccharis uniflora)
- بكاريس أخضر شاحب (الاسم العلمي:Baccharis glauca)
- بكاريس أخضر مغبر (الاسم العلمي:Baccharis glaucescens)
- بكاريس أريزوني (الاسم العلمي:Baccharis arizonica)
- بكاريس أسلي (الاسم العلمي:Baccharis juncea)
- بكاريس أقطع (الاسم العلمي:Baccharis truncata)
- بكاريس أكبر (الاسم العلمي:Baccharis maxima)
- بكاريس ألبي (الاسم العلمي:Baccharis alpina)
- بكاريس أليف الأحجار (الاسم العلمي:Baccharis petrophila)
- بكاريس أليف الجبال (الاسم العلمي:Baccharis oreophila)
- بكاريس أليف الرمال (الاسم العلمي:Baccharis psammophila)
- بكاريس أليف الصخور (الاسم العلمي:Baccharis rupicola)
- بكاريس أملس (الاسم العلمي:Baccharis glabra)
- بكاريس إهليلجي (الاسم العلمي:Baccharis elliptica)
- بكاريس باتاغوني (الاسم العلمي:Baccharis patagonica)
- بكاريس باراغواني (الاسم العلمي:Baccharis paraguayensis)
- بكاريس بالميري (الاسم العلمي:Baccharis palmeri)
- بكاريس بترائي (الاسم العلمي:Baccharis petraea)
- بكاريس بحري (الاسم العلمي:Baccharis maritima)
- بكاريس برازيلي (الاسم العلمي:Baccharis brasiliensis)
- بكاريس برودي (الاسم العلمي:Baccharis frigida)
- بكاريس بورشالي (الاسم العلمي:Baccharis burchellii)
- بكاريس بوغوتي (الاسم العلمي:Baccharis bogotensis)
- بكاريس بوليفي (الاسم العلمي:Baccharis boliviensis)
- بكاريس بيضاوي (الاسم العلمي:Baccharis obovata)
- بكاريس بيضوي (الاسم العلمي:Baccharis ovata)
- بكاريس بيكي (الاسم العلمي:Baccharis beckii)
- بكاريس تراباكاني (الاسم العلمي:Baccharis tarapacana)
- بكاريس تكساني (الاسم العلمي:Baccharis texana)
- بكاريس ثلاثي الأسنان (الاسم العلمي:Baccharis tridentata)
- بكاريس ثلجي (الاسم العلمي:Baccharis nivalis)
- بكاريس ثنائي التفرع (الاسم العلمي:Baccharis dichotoma)
- بكاريس ثنائي السعف (الاسم العلمي:Baccharis bifrons)
- بكاريس جبلي (الاسم العلمي:Baccharis montana)
- بكاريس جميل (الاسم العلمي:Baccharis pulchella)
- بكاريس جنوبي (الاسم العلمي:Baccharis australis)
- بكاريس جولقي (الاسم العلمي:Baccharis ulicina)
- بكاريس حاد (الاسم العلمي:Baccharis acutata)
- بكاريس حاد الحرف (الاسم العلمي:Baccharis cultrata)
- بكاريس حجري (الاسم العلمي:Baccharis saxatilis)
- بكاريس خشن (الاسم العلمي:Baccharis scabra)
- بكاريس خطي (الاسم العلمي:Baccharis linearis)
- بكاريس خوخي الأوراق (الاسم العلمي:Baccharis prunifolia)
- بكاريس دقيق (الاسم العلمي:Baccharis tenella)
- بكاريس دقيق الأزهار (الاسم العلمي:Baccharis minutiflora)
- بكاريس دقيق الأوراق (الاسم العلمي:Baccharis leptophylla)
- بكاريس دوغلاسي (الاسم العلمي:Baccharis douglasii)
- بكاريس حاد الحرف (الاسم العلمي:Baccharis cultrata)
- بكاريس حجري (الاسم العلمي:Baccharis saxatilis)
- بكاريس خشن (الاسم العلمي:Baccharis scabra)
- بكاريس خطي (الاسم العلمي:Baccharis linearis)
- بكاريس خوخي الأوراق (الاسم العلمي:Baccharis prunifolia)
- بكاريس دقيق (الاسم العلمي:Baccharis tenella)
- بكاريس دقيق الأزهار (الاسم العلمي:Baccharis minutiflora)
- بكاريس دقيق الأوراق (الاسم العلمي:Baccharis leptophylla)
- بكاريس دوغلاسي (الاسم العلمي:Baccharis douglasii)
- بكاريس رايتي (الاسم العلمي:Baccharis wrightii)
- بكاريس ربيعي (الاسم العلمي:Baccharis vernalis)
- بكاريس رخو الأوراق (الاسم العلمي:Baccharis laxifolia)
- بكاريس رقيق (الاسم العلمي:Baccharis delicatula)
- بكاريس رقيق الأوراق (الاسم العلمي:Baccharis tenuifolia)
- بكاريس رمادي (الاسم العلمي:Baccharis canescens)
- بكاريس رملي (الاسم العلمي:Baccharis arenaria)
- بكاريس رودريغيزي (الاسم العلمي:Baccharis rodriguezii)
- بكاريس ريتشي (الاسم العلمي:Baccharis reichei)
- بكاريس زغبي (الاسم العلمي:Baccharis hirta)
- بكاريس زيتوني الأوراق (الاسم العلمي:Baccharis oleifolia)
- بكاريس سام (الاسم العلمي:Baccharis toxicaria)
- بكاريس سبخي (الاسم العلمي:Baccharis palustris)
- بكاريس سلزماني (الاسم العلمي:Baccharis salzmannii)
- بكاريس سناني الأوراق (الاسم العلمي:Baccharis lancifolia)
- بكاريس سنمي (الاسم العلمي:Baccharis cymosa)
- بكاريس شاحب (الاسم العلمي:Baccharis pallida)
- بكاريس شاذ (الاسم العلمي:Baccharis anomala)
- بكاريس شاطئي (الاسم العلمي:Baccharis litoralis)
- بكاريس شافي للجروح (الاسم العلمي:Baccharis vulneraria)
- بكاريس شائك (الاسم العلمي:Baccharis spicata)
- بكاريس شبكي (الاسم العلمي:Baccharis reticulata)
- بكاريس شتوي (الاسم العلمي:Baccharis hyemalis)
- بكاريس شجري (الاسم العلمي:Baccharis arborea)
- بكاريس شجيري (الاسم العلمي:Baccharis arborescens)
- بكاريس شرقي (الاسم العلمي:Baccharis orientalis)
- بكاريس شفيف (الاسم العلمي:Baccharis pellucida)
- بكاريس شمشادي الأوراق (الاسم العلمي:Baccharis buxifolia)
- بكاريس شولتزي (الاسم العلمي:Baccharis schultzii)
- بكاريس شومبوركي (الاسم العلمي:Baccharis schomburgkii)
- بكاريس شيلاني (الاسم العلمي:Baccharis chillanensis)
- بكاريس صخري (الاسم العلمي:Baccharis rupestris)
- بكاريس صرودي (الاسم العلمي:Baccharis alpestris)
- بكاريس عديم الأوراق (الاسم العلمي:Baccharis aphylla)
- بكاريس عديم الساق (الاسم العلمي:Baccharis acaulis)
- بكاريس عريض الأوراق (الاسم العلمي:Baccharis latifolia)
- بكاريس عنيبي (الاسم العلمي:Baccharis vaccinioides)
- بكاريس غلازيوفي (الاسم العلمي:Baccharis glaziovii)
- بكاريس فاماتيني (الاسم العلمي:Baccharis famatinensis)
- بكاريس كثيف (الاسم العلمي:Baccharis densa)